# Johannes Klinger
Johannes Klinger (* 28. August 1951) ist ein deutscher Kunstmaler, Kirchenmalermeister, Interiordesigner, Fotograf und Autor. 

## Leben
Johannes Klinger beschäftigte sich seit seiner Ausbildung bei dem akademischen Restaurator F. J. Ostenrieder, München (1969–1972) mit alten Maltechniken, die er experimentell erweiterte. Er setzte diese Mischtechniken für Tafelmalerei und vor allem für Wandmalerei ein. Zwischen 1985 und 1988 entwickelte er Lasur-, Spachtel- und Maltechniken für die Anwendung in der Innenarchitektur. In den 1990er Jahren entwickelte er neuartige Allover-Konzepte für die farbliche Innenraumgestaltung und die Wandmalerei.

## Werke
- Wandmalerei heute. Callwey, München 1999, ISBN 3-7667-1316-7.
- Innovative Wandmalerei. DVA, München 2002, ISBN 3-421-03397-8.
- Architektur der Inn-Salzach-Städte. Wasserburger Verlag, Rimsting 2006, ISBN 3-938974-00-1.
- Farbe und Licht. DVA, München 2007, ISBN 3-421-03570-9.